# اپل ویژن پرو
اپل ویژن پرو (به انگلیسی: Apple Vision Pro) یک هدست واقعیت ترکیبی ساخته شده توسط شرکت اپل است که در رویداد کنفرانس جهانی توسعه‌دهندگان اپل در تاریخ ۵ ژوئن ۲۰۲۳ معرفی شد و در تاریخ ۲ فوریه ۲۰۲۴ در دسترس عموم قرار گرفت . این اولین ورود اپل به یک دسته از محصول جدید از زمان معرفی اپل واچ، در سال ۲۰۱۵ است.
ویژن پرو یک محصول واقعیت افزوده است که نرم‌افزار و رسانه‌های دیجیتالی را با دنیای واقعی ترکیب می‌کند که با استفاده از ژست‌های حرکتی، ردیابی چشم و ورودی گفتار می‌توان سیستم دستگاه را کنترل کرد. ویژن پرو در درجه اول به عنوان یک دستگاه مستقل برای اجرای ویژن او اس به‌طور مجزا از آی‌اواس، برای اجرای برنامه‌های اکس‌آر مخصوص خودش طراحی شده، همچنین می‌توان به صورت بی‌سیم به مک متصل شود.

## نرم‌افزار
اپل ویژن پرو سیستم عامل visionOS (که در طول توسعه خود xrOS نامیده می‌شود) را اجرا می‌کند که عمدتاً از چارچوب‌های اصلی آی‌اواس (شامل کاکائو تاچ , SwiftUI و ARKit) و فریم‌ورک‌های خاص XR برای رندرینگ فورو و تعامل بلادرنگ مشتق شده است.
اپتیک آیدی (سامانه تشخیص بصری) (به انگلیسی: Optic ID) نوعی سیستم دستگاهی هویتی است که از آنالیز و برسی مقدار و اندازه قرینه چشم، اجازه بر دسترسی صفحه میزکار شخصی را می‌دهد. این سیستم به صورت معرفی شده در دستگاه‌های «اپل ویژن پرو» قرار دارد. اپتیک ایدی شباهت زیادی به فیس ایدی دارد و تفاوت آن در سامانه‌های تشخیص چهره و تشخیص بصری می‌باشد. این سیستم هوشمند جایگزین «فیس ایدی» و «تاچ ایدی» می‌باشد و هم‌اکنون در محصولات دیگر اپل وجود ندارد.

## تاریخچه
در می ۲۰۱۵، اپل شرکت آلمانی واقعیت افزوده متایو را خریداری کرد که در اصل از فولکس واگن جدا شده بود. شایعه شده که انگیزه اصلی این خرید پروژه تایتان بوده‌است. در آن سال، اپل مایک راکول را از آزمایشگاه دالبی استخدام کرد. راکول تیمی را تشکیل داد که شامل پیتر مایر متایو و فلچر روتکف، مدیر اپل واچ بود. این تیم که گروه توسعه فناوری نام دارد، در سال ۲۰۱۶ یک نسخه آزمایشی AR ایجاد کرد اما با مخالفت مدیر ارشد طراحی آن زمان، جانی آیو و تیمش مواجه شد. جف نوریس، متخصص واقعیت افزوده و واقعیت مجازی (VR) و متخصص سابق ناسا در آوریل ۲۰۱۷ استخدام شد تیم راکول به ارائه ARKit در سال ۲۰۱۷ با آی‌اواس ۱۱ کمک کرد. تیم راکول به دنبال ایجاد یک هدست بود و با تیم آیو کار کرد. تصمیم برای نشان دادن چشم‌های پوشنده از طریق نمایشگر چشمی در جلو با تیم طراحی صنعتی به خوبی انجام شد.
هدف از هدست واقعیت توسعه یافته اپل به عنوان پلی برای عینک‌های AR سبک‌وزن آینده است که هنوز از نظر فنی امکان‌پذیر نیستند. اپل استارتاپ هدست واقعیت افزوده Mira را خریداری کرد که از فناوری آن در مسابقات دنیای سوپر نینتندو و Mario Kart استفاده شده‌است. این شرکت با نیروی هوایی و نیروی دریایی ایالات متحده قرارداد دارد.